# Black Velvet (Whisky)

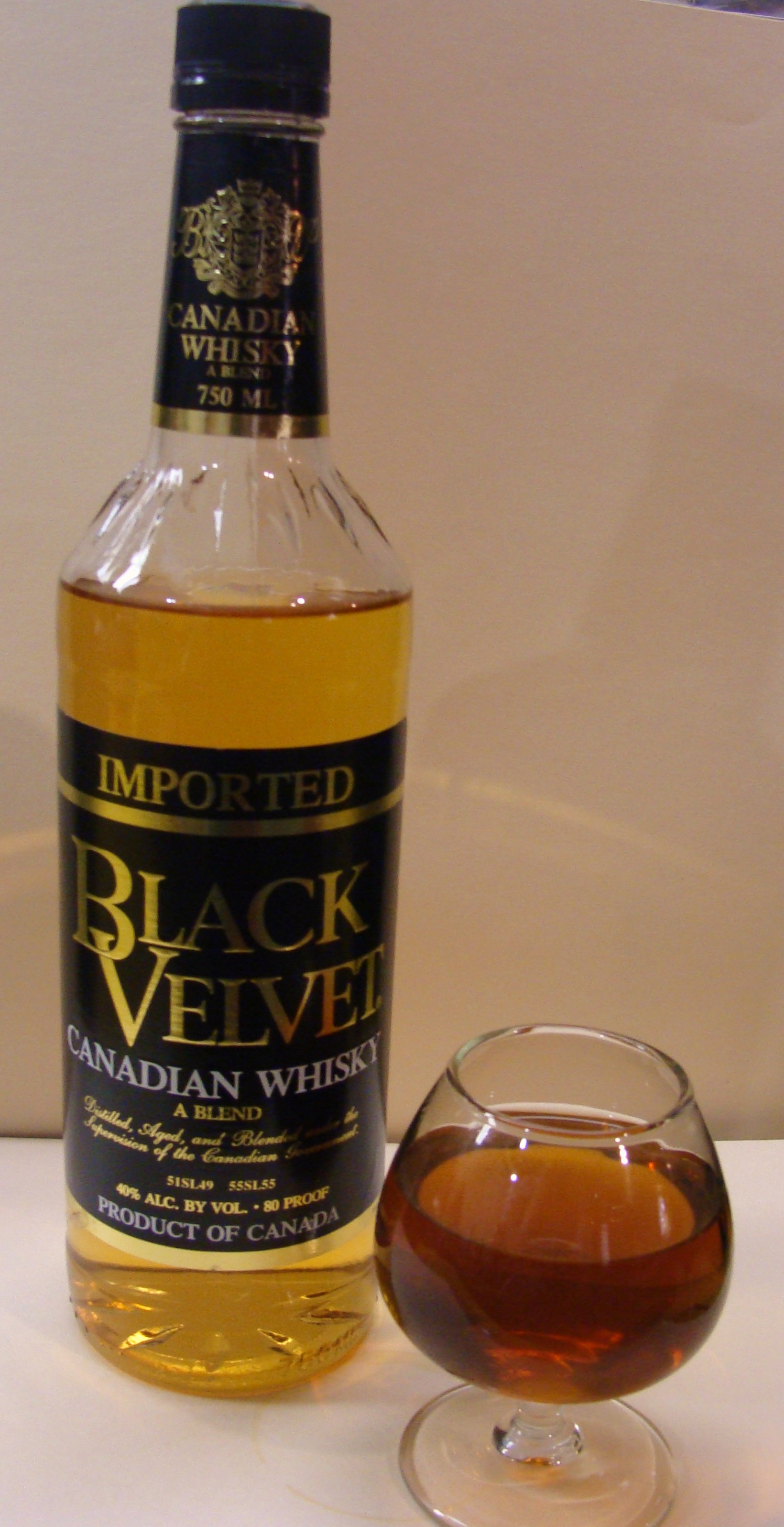
Black Velvet Whisky

Black Velvet ist ein kanadischer Whisky, der heute vom U.S. Spirituosenhersteller Constellation Brands hergestellt wird.

## Geschichte
Black Velvet wurde anfangs von Schenley Industries in Valleyfield, Quebec, Kanada produziert. 1987 wurde die Destillerie an International Distillers & Vintners (IDV), eine Tochter des Unternehmens Grand Metropolitan, verkauft. 1997 schlossen sich Grand Metropolitan und Guinness zu Diageo zusammen. 1999 verkaufte Diageo die Destillerie an Canandaigua Brands. 2008 kaufte Diageo die Destillerie zurück, nachdem sie ihre operativen Produktionsprozesse in Lethbridge, Alberta, zusammengefasst hatte.
Heute werden zwei Sorten des Whisky, ein Canadian Blend, hergestellt, die unter anderem auch in die USA exportiert werden:
- Black Velvet
- Black Velvet Reserve ist ein achtjähriger Whisky